# Nino Manfredi

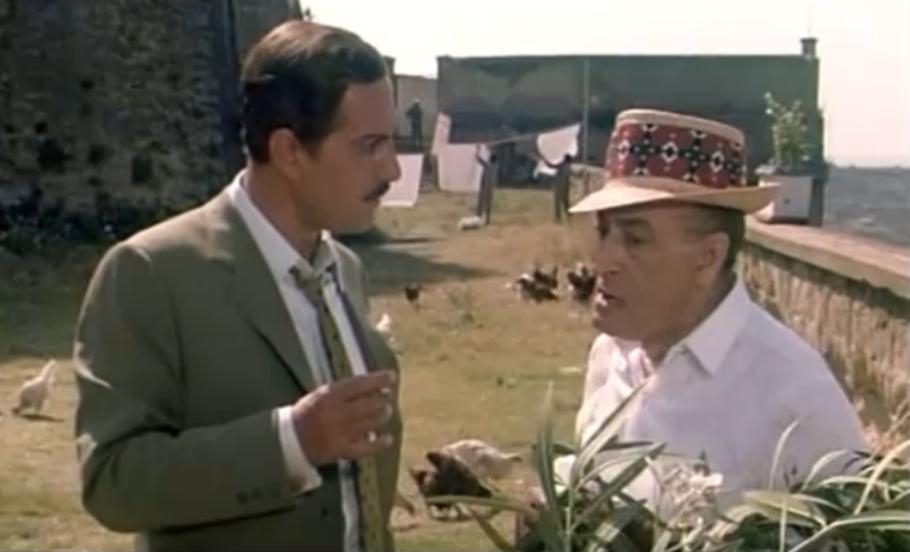
Nino Manfredi (stânga) şi Totò în filmul Operațiunea San Gennaro (1966)

Nino Manfredi (născut Saturnino Manfredi n. 22 martie 1921, Castro dei Volsci, Lazio, Regatul Italiei – d. 4 iunie 2004, Roma, Italia) a fost un actor italian de teatru și film.

## Filmografie selectivă
- 1949 Mănăstirea Santa Chiara (Monastero di Santa Chiara), regia Mario Sequi
- 1953 Trăiască cinematograful! (Viva il cinema!), regia Giorgio Baldaccini și Enzo Trapani
- 1955 Băiatul (Lo scapolo), regia Antonio Pietrangeli
- 1956 Îndrăgostiții (Gli innamorati), regia Mauro Bolognini
- 1956 Totò, Peppino și farmecele femeiești (Totò, Peppino e la... malafemmina), regia Camillo Mastrocinque
- 1957 Camping, regia Franco Zeffirelli
- 1959 Audace colpo dei soliti ignoti, regia Nanni Loy
- 1959 Veneția, luna și tu (Venezia, la luna e tu), regia Dino Risi
- 1960 Slujbașul (L'impiegato), regia Gianni Puccini
- 1960 Crima (Crimen), regia Mario Camerini
- 1961 Carabinierul călare (Il carabiniere a cavallo), regia Carlo Lizzani
- 1961 Călare pe tigru (A cavallo della tigre), regia Luigi Comencini
- 1961 Judecata de apoi (Il giudizio universale), regia Vittorio De Sica
- 1962 Ani clocotitori (Gli anni ruggenti), regia Luigi Zampa
- 1963 Fata din Parma (La Parmigiana), regia Antonio Pietrangeli
- 1965 Made in Italy, de Nanni Loy, episodul „Cetățeanul, statul și biserica”, regia Nanni Loy
- 1965 O cunoșteam bine (Io la conoscevo bene), regia Antonio Pietrangeli
- 1966 Eu, eu, eu... și ceilalți (Io, io, io... e gli altri), regia Alessandro Blasetti
- 1966 Operațiunea San Gennaro (Operazione San Gennaro), regia Dino Risi
- 1967 Tată de familie (Il padre di famiglia), regia Nanni Loy
- 1968 Creola, ochii-ți ard ca flacăra (Straziami, ma di baci saziami), regia Dino Risi
- 1969 Anul carbonarilor (Nell'anno del Signore), regia Luigi Magni
- 1971 Scandal la Roma (Roma bene), regia Carlo Lizzani
- 1973 Pâine și ciocolată  (Pane e cioccolata), regia Franco Brusati
- 1975 Atenție la bufon (Attenti al buffone), regia Alberto Bevilacqua
- 1980 Café Express, regia Nanni Loy
- 1991 Mima, regia Philomène Esposito